# Rukia longirostra
El anteojitos piquilargo (Rukia longirostra) es una especie de ave paseriforme de la familia Zosteropidae endémica de la isla de Ponapé.

## Distribución
Es endémica de la isla de Ponapé, en la Micronesia.